# Vladimír Wolf

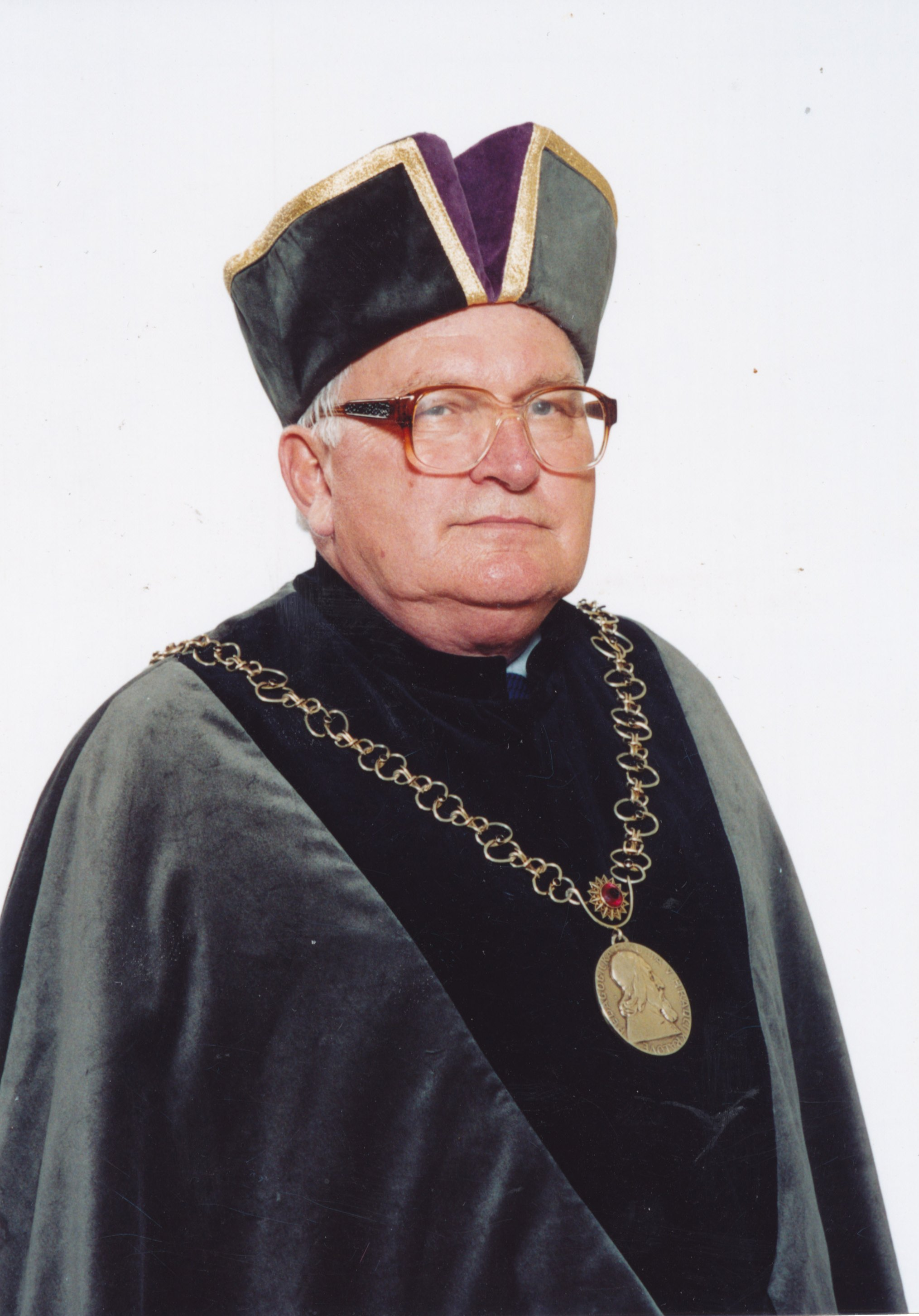
Vladimír Wolf

Vladimír Wolf (* 4. Februar 1942 in Jaroměř; † 23. Dezember 2019 in Hradec Králové) war ein tschechischer Historiker, Archivar und Hochschullehrer. Von 1999 bis 2005 war er Dekan der Pädagogischen Fakultät der Universität Hradec Králové.

## Leben und Wirken
Wolf stammte aus einer Eisenbahnerfamilie. Nach der Matura am Gymnasium Jaroměř studierte er ab 1959 Tschechische Geschichte an der Philosophischen Fakultät der Palacký-Universität Olmütz. Zwischen 1965 und 1970 arbeitete er als Historiker am „Muzeum Podkrkonoší“ (Museum des Riesengebirgsvorlandes) in Trutnov. Während der Normalisierung verlor Wolf wegen seiner politisch nicht konformen Ansichten seine Stelle und arbeitete zunächst am Archäologischen Institut der Tschechoslowakischen Akademie der Wissenschaften als Ausgrabungsbrigadier. Ab 1974 war er Unternehmensarchivar und ab 1989 stellvertretender Direktor für Personal und Soziales bei der Firma „Texlen“ in Trutnov. Nach der Samtenen Revolution wurde er 1989 Mitglied der Stadtvertretung von Trutnov.
Ab 1991 lehrte Wolf an der Universität Hradec Králové, ab 1993 als Dozent und ab 2000 als Professor und Leiter des Instituts für Geschichtswissenschaften. Von 1996 bis 1999 war er Prodekan und von 1999 bis 2005 Dekan der Pädagogischen Fakultät. Zudem war er Mitglied des Komitees für Historische Geographie am Institut für Geschichte der Akademie der Wissenschaften der Tschechischen Republik.
Als Regionalhistoriker beschäftigte sich Wolf mit der Geschichte des Riesengebirgsvorlandes und der ostböhmischen Textilindustrie. Als Vorsitzender der 1993 gegründeten „Kladská komise historiků“ (Historikerkommission für das Glatzer Land) war er Herausgeber und Redaktor des Kladský sborník (Glatzer Almanach).

## Auszeichnungen (Auswahl)
- 2011: Kulturpreis der Stadt Trutnov
- 2018: Ehrenmedaille des Královéhradecký kraj
- 2019: Świdnický Gryf

## Werke
- mit Zdeněk Vašiček: Misćellanea, Trutnov : Muzeum Podkrkonoši, 1969
- Hospodářské dějiny Žarošic ve světle katastrů. 1962 (Coautor)
- 100 let závodu Texlen 10-bělidlo, Horní Staré Město. Horní Staré Město: 1977. (Coautor).
- Hrady a tvrze: opevněné středověké stavby na území města Trutnova a integrovaných obcí = befestigte mittelalterliche Bauwerke auf dem Stadtgebiet von Trautenau und der eingemeindeten Ortschaften = entrenched constructions of the Middle Ages in the Trutnov territory and integrated communities = średniowieczne budowle warowne na terenie Trutnova i przyległych wsi. 1. vyd. Trutnov: Město Trutnov, 1999. ISBN 80-254-6873-9
- Jan Kolda ze Žampachu: život táborského hejtmana, loupeživého rytíře, kondotiéra a psance. 1. vyd. Hradec Králové: Lupus, 2002. ISBN 80-238-5084-9.
- Čas změny: trutnovské Občanské fórum 1989-1991. Trutnov: Lupus pro Muzeum Podkrkonoší v Trutnově, 2011, ISBN 978-80-904229-3-3.
- Český koutek v Kladsku. Kladský sborník 5. supplementum, Hradec Králové 2008. ISBN 978-80-903509-8-4
- 550 let hrabství kladského: 1459 – 2009 / 550 lat hrabstwa Kłodzkiego. Kladský sborník 6. supplementum, Trutnov: Muzeum Podkrkonoší, 2009. 315 s. ISBN 978-80-903741-3-3.